# Brachyceratias brevicornis
Brachyceratias brevicornis är en tvåvingeart som först beskrevs av Friedrich Hermann Loew 1847.  Brachyceratias brevicornis ingår i släktet Brachyceratias och familjen stekelflugor. Inga underarter finns listade i Catalogue of Life.